# Фон де Гом
Пећина Фон де Гом (фр. Grotte de Font-de-Gaume) налази се на југозападу Француске и чувена је по више од 200 цртежа и слика из доба касног палеолита. 
Пећина се налази у близини места Лез Ези де Тајак Сиреј (фр. Les Eyzies-de-Tayac-Sireuil) у департману Дордоња. Сматра се да су цртежи у пећини Фон де Гом настали око 17.000 година п. н. е. Пећина је откривена 1901. 
Фон де Гом је једина пећина са полихромним цртежима која је још отворена за јавност. Међу цртежима су представе 80 бизона, око 40 коња и више од 20 мамута. Ова дела су по значају упоредива са оним у пећина Алтамира и Ласко. 
Као део споменика Преисторијска налазишта и декорисане пећине у долини реке Везер, пећина Фон де Гам је на листи Светске баштине Унескоа од 1979. 